# Augustin d'Hippone (téléfilm)
Pour plus de détails, voir Fiche technique et Distribution.
Augustin d'Hippone (Agostino d'Ippona) est une mini-série télévisée italienne diffusée en 1972, réalisée par Roberto Rossellini, comme l'une des parties de sa série Les Philosophes.

## Synopsis
Le film présente les trente dernières années de la vie de saint Augustin.

## Fiche technique
- Titre français : Augustin d'Hippone
- Titre original italien : Agostino d'Ippona
- Réalisation : Roberto Rossellini
- Scénario : Roberto Rossellini, Marcella Mariani, Luciano Scaffa, Jean-Dominique de la Rochefoucauld, Carlo Cremona
- Genre : Biographie religieuse
- Musique : Mario Nascimbene
- Production : Francesco Orefici, Renzo Rossellini pour Orizzonte 2000, RAI
- Photographie : Mario Fioretti
- Format d'image : 1,37:1
- Montage : Jolanda Benvenuti
- Durée : 121 minutes
- Décors : Franco Velchi
- Costumes : Marcella De Marchis
- Pays de production :  Italie
- Langue originale : italien
- Dates de première diffusion :
  - Italie : 25 octobre-1er novembre 1972 sur Rai 1

## Distribution
- Dary Berkani : Augustin
- Virginio Gazzolo : Alipius
- Cesare Barbetti : Volusianus
- Bruno Cattaneo : Maximus
- Leonardo Fioravanti : Milesius
- Dannunzio Papini : juge romain
- Guido Celano : exilé romain
- Giuseppe Mannajuolo : Severus
- Livio Galassi : Possidius
- Fabio Garriba : Marcellinus
- Giuseppe Alotta : Sirianus
- Pietro Fumelli : Megalius
- Giovanni Sabbatini : Valerius
- Valentino Macchi : Sixtus
- Ciro Ippolito : Térentius
- Leo Pantaleo : Macrobius